# Cantonul Saint-Méen-le-Grand
Cantonul Saint-Méen-le-Grand este un canton din arondismentul Rennes, departamentul Ille-et-Vilaine, regiunea Bretania, Franța.

## Comune
- Bléruais
- Le Crouais
- Gaël
- Muel
- Quédillac
- Saint-Malon-sur-Mel
- Saint-Maugan
- Saint-Méen-le-Grand (reședință)
- Saint-Onen-la-Chapelle